# Burg Kemplon
Die Burg Kemplon ist eine abgegangene Höhenburg in Cochem im Landkreis Cochem-Zell in Rheinland-Pfalz. Sie ist erstmals am 20. Dezember 866 im Prekarievertrag der Abtei Prüm mit der fränkischen Matrone Hiedilda erwähnt.

## Geschichte
Der Ort Cochem (Cuchuma) lag am Fuße eines Steilhanges, während die älteste Ansiedlung auf dem Areal des heutigen Kapuzinerklosters (auch Klosterberg genannt) lag und Kemplon hieß. Für das Dorf Cuchuma bzw. villa Cuchuma finden sich im Güterverzeichnis des Prekarievertrags der Abtei Prüm aus dem Jahr 893 für den nun als Cuhckeme bezeichneten Ort ein Herrenhaus, sonstige Gebäude, 3 Höfe, Ländereien und Weingärten auf Kemplon gelegen. Es wird zwar angenommen, dass Kemplon ein Einzelhof aus keltischer Zeit (200 bis 100 v. Chr.) war, der später von den Römern (50 v. Chr. bis 260 n. Chr.) ausgebaut wurde, allerdings ist diese Annahme, da es keine Beweise dafür gibt, als spekulativ anzusehen.
Die nächsten Erwähnungen finden sich als Cemplon für das Jahr 1048; dann in der 2. Hälfte des 12. Jahrhunderts, wo in einer Urkunde et turrem in Cochemo (deutsch und den Turm in Cochem) bzw. von der kleinen Feste Kemplon die Rede ist; danach 1190, als der Reichsministeriale Werner II. von Bolanden (* vor 1134; † um 1190) in Cochem einen Turm besaß, der an Stelle der späteren Burg Kemplon gestanden habe. König Adolf von Nassau sah sich 1294 genötigt, Stadt und Burg Cochem gegen eine so hohe Summe an Erzbischof Boemund I. von Trier zu verpfänden, dass dieser durch König Albrecht I. von Österreich zum erblichen Burggrafen des Reiches zu Cochem ernannt werden musste. Danach gingen die Reichsburg Cochem, Klotten und die Burg Kemplon 1298 in das Eigentum des Erzstiftes Trier über.
Im 14. Jahrhundert wurde die Burg Cemplon als Lehen ausgegeben und 1346 erfuhr die Burg durch Erzbischof Balduin von Trier einen Ausbau zur Feste Kemplon. 1421 erhielt Ritter Wilhelm von Bernkastel als Blidenmeister vom Trierer Kurfürst Otto von Ziegenhain ein Wohnhaus auf Cemplon gelegen, gegen eine jährliche Lieferung von einem Geschütz als Lehen. Am 26. Juni 1476 belehnte Erzbischof Johann II. von Baden die Burg Templon (nach Wackenroder eine irrige Bezeichnung, die auf den kurfürstlichen Kanzlisten Peter Maier von Regensburg zurückzuführen ist) zu Cochem an seinen Diener Johann Greven von Wyler (bzw. von Weiler). 1503 bekannte Heinrich Greven (wahrscheinlich ein Burggraf), dass der Trierer Erzbischof Jakob II. von Baden ihn mit einer Burg zu Cochem, Templon benannt, belehnt habe. 1512 erhielt ein Johann Greven aus Cochem von Erzbischof Richard von Greiffenklau die Burg Kemplon und 1532 wurde Johann Greven von Cochem von Erzbischof Johann von Metzenhausen mit der Burg Templon und allem Zubehör belehnt.

## Baubeschreibung

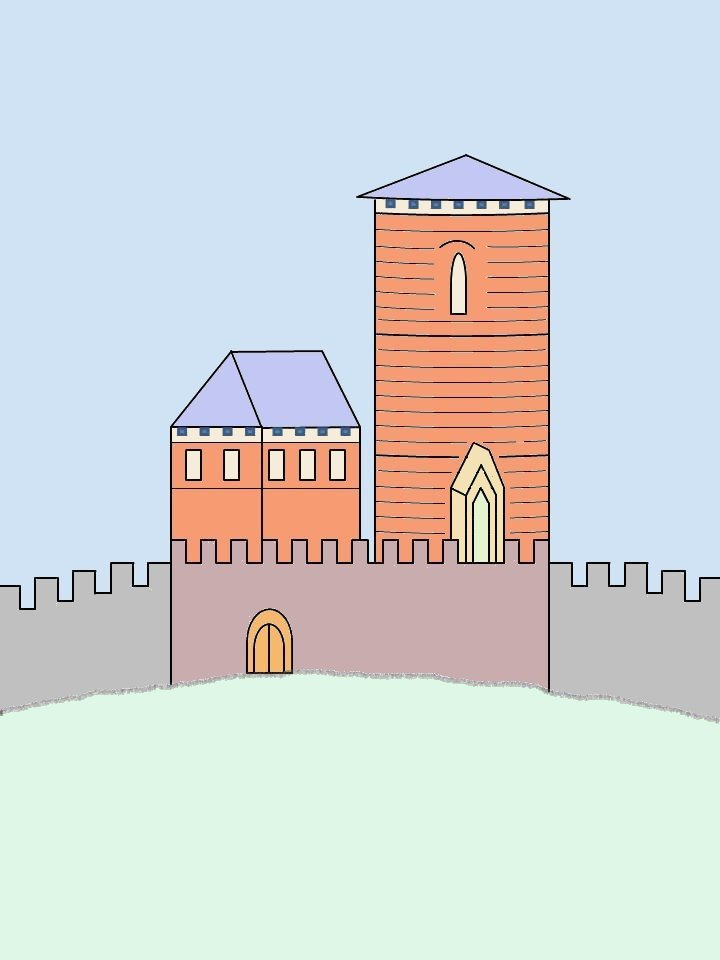
Skizze der ehemaligen Burg Kemplon in Cochem

Nach einem Kupferstich von Braun und Hogenberg bestand die in Cochem als Kempelen bezeichnete Burganlage aus einem schweren Rundturm und einem angebauten rechteckigen Haus mit abgewalmtem Satteldach. Die Burg lag westlich der Stadt in einem Knick der Stadtmauer, die gegen das freie Gelände innerhalb der Stadtmauer nochmals abgeschlossen war und worin sich ein breites Tor befand. Früher nahm man an, dass der massive runde Turm eine römische Warte gewesen sei, da man auf einem ca. 200 m südwestlich gelegenen Hügel, dem Tummelchen (von lateinisch tumulus für Grabhügel), römische Gräber, Waffen und Münzen fand. Der Turm gehörte jedoch einer kleinen Burganlage an und wurde später in die Stadtbefestigung mit einbezogen. Nachdem das Anwesen inzwischen verlassen worden war und sich in Cochem eine Initiative zur Gründung eines Klosters gebildet hatte, wurde es 1623 vom Kurfürst Lothar von Metternich den Kapuzinern Vincenz von Vianden und Lucas von Maring nach Vermittlung durch Pater Cornelius von Enscheid als Geschenk übergeben. Noch im gleichen Jahr kamen an das Areal angrenzende Gärten ebenfalls in Form einer Schenkung hinzu. Das auch „castrum“ Kemplon genannte Anwesen wurde 1625 gemeinsam mit einem Teil der Stadtmauer abgerissen; die Steine wurden beim Neubau des Cochemer Kapuzinerklosters wiederverwendet.

## Etymologie des Namens Kemplon
Der Name Kemplon hat möglicherweise einen gallo-römischen Ursprung, der sich aus dem Begriff Campilius (lateinisch campus, deutsch das Feld) ableitet und von den ersten Bewohnern für das hochwassersichere Areal im Gebiet des heutigen Klosterbergs gewählt wurde. Noch heute wird in Cochem der Name Hinter Kempeln für die nördlich vom Klosterberg gelegene Treppe und für den Weg von dort bis zur Kelberger Straße verwendet.